# Battlestar Galactica: Razor
Pour plus de détails, voir Fiche technique et Distribution.
Battlestar Galactica: Razor est un téléfilm américain réalisé par Félix Enríquez Alcalá et diffusé le 24 novembre 2007 sur Sci Fi Channel, issu de la série télévisée Battlestar Galactica, situé chronologiquement au début de la quatrième saison.
Sci Fi Channel a confirmé le 21 mars 2007 qu'une partie de la reconduite de la quatrième saison comporterait un téléfilm devant être diffusé durant l'automne 2007. Ce film comprend deux des 22 épisodes, et sera diffusé sur Sci Fi Channel.
Puisque le créateur original de la série, Glen A. Larson possède toujours tous les droits sur des films de la franchise, Razor sera diffusé en priorité à la télévision, mais sera décliné en version DVD dès la semaine suivante, le 4 décembre 2007. Cette version comportera le film, d'une durée plus importante, ainsi que quelques extras dont certaines interviews des acteurs de la série. Les fans ont également la possibilité de voter pour leur couverture de DVD préférée. Techniquement, il s'agit des deux premiers épisodes de la quatrième saison, et est vendu comme tel hors des États-Unis, mais en pratique ce film se suffit à lui-même. Chronologiquement, Battlestar Galactica : Razor s’intercale entre les épisodes 2.17 et 2.18.

## Synopsis
Le film se concentre sur l'histoire du Battlestar Pegasus.
Il se passe juste après la promotion de Lee Adama en tant que commandant du Battlestar Pegasus (Une main de fer - saison 2, épisode 17).
De fréquents flashbacks montrent les événements vus du Pegasus entre l'attaque des Cylons et le présent.
Deux flashbacks montrent des événements de la première guerre contre les Cylons (un sur l'amiral Helena Cain, fuyant l'attaque des Cylons sur Tauron alors que sa petite sœur était tuée par les machines; un autre sur la découverte d'un centre de recherche Cylon visant à fabriquer un hybride cylon/humain).
Les différents flashbacks montrent les événements suivants :
- l'attaque des Cylons sur le port d'attache du Battlestar Pegasus, le vaisseau fait un bond P.R.L 'au hasard' pour échapper aux Cylons
- la décision de l'amiral Cain de mener une guérilla contre les Cylons
- l'attaque d'une base Cylon (Steve Bacic apparaîtra en tant que le second original du Pegasus, qui comme Jack Fisk l'a dit dans un épisode précédent, a été tué d'une balle dans la tête par Cain pour avoir refusé de lancer l'attaque)
- la découverte de la présence d'un agent Cylon Numéro Six à bord, spécialiste des réseaux informatiques du vaisseau, elle est l'amante de Cain
- la rencontre avec des survivants civils des Colonies, leurs vaisseaux seront pillés de tout le matériel utile au Pegasus, certains civils seront intégrés de force à l'équipage du Pegasus, l'amiral Cain ordonnera l'exécution des familles de tous ceux qui refuseront de venir à son bord, les autres vaisseaux seront abandonnés à leur sort.

## Fiche technique
- Réalisation : Félix Enríquez Alcalá
- Scénario : Ronald D. Moore, Michael Taylor (en) et Glen A. Larson
- Producteur : Ronald D. Moore
- Musique : Bear McCreary
- Photographie : Stephen McNutt
- Montage : Tim Kinzy, Andrew Seklir
- pays :  États-Unis
- Langue : anglais
- Dates de sortie : 24 novembre 2007 sur Sci Fi Channel

## Distribution
- Edward James Olmos : William Adama
- Mary McDonnell : Laura Roslin
- Michelle Forbes : amiral Helena Cain
- Grace Park : Numéro Huit
- Katee Sackhoff : Kara « Starbuck » Thrace
- Jamie Bamber : Lee « Apollo » Adama
- Tricia Helfer (VF : Laura Préjean) : Numéro Six
- James Callis : Gaïus Baltar
- Michael Hogan : Saul Tigh
- Fulvio Cecere (en) : Alastair Thorne
- Stephanie Chaves-Jacobsen : Kendra Shaw

## Récompense
2008 : Nomination pour le prix Hugo de la meilleure présentation de courte durée.